# سافت‌اتر وی‌پی‌ان
سافت‌اتر وی‌پی‌ان نرم‌افزار رایگان سرویس گیرنده VPN متن باز، چند پلتفرمی، چند پروتکلی وی‌پی‌ان کلاینت و سرور است که به عنوان بخشی از تحقیقات پایان‌نامه کارشناسی ارشد دایو نوبوری در دانشگاه تسوکوبا توسعه یافته‌است. پروتکل‌های وی‌پی‌ان مانند SSL VPN، L2TP / IPsec، اوپن وی‌پی‌ان و پروتکل تونل سازی سوکت امن مایکروسافت در یک سرور وی‌پی‌ان منفرد ارائه می‌شوند. با استفاده از مجوز GPLv2 در تاریخ ۴ ژانویه ۲۰۱۴ منتشر شد. مجوز در ۲۱ ژانویه ۲۰۱۹ به مجوز آپاچی ۲٫۰ تغییر یافت.
سافت‌اتر وی‌پی‌ان از پیمایش NAT پشتیبانی می‌کند و اجرای سرورهای وی‌پی‌ان را در رایانه‌هایی که پشت دروازه‌های مسکونی، روترهای تسهیلات و فایروال‌ها هستند، مفید می‌کند. دیوارهای آتش که بازرسی بسته‌های عمیق را انجام می‌دهند قادر به شناسایی بسته‌های حمل و نقل سافت‌اتر وی‌پی‌ان به عنوان یک تونل وی‌پی‌ان نیستند زیرا از HTTPS برای استتار اتصال استفاده می‌شود.
سافت‌اتر وی‌پی‌ان با استفاده از استفاده کامل از قاب اترنت ، کاهش عملیات کپی حافظه ، انتقال موازی و خوشه بندی، عملکرد را بهینه می‌کند. با هم، این تأخیرها را کاهش می‌دهد که به‌طور معمول با اتصالات وی‌پی‌ان مرتبط است در حالی که توان تولید را افزایش می‌دهد.

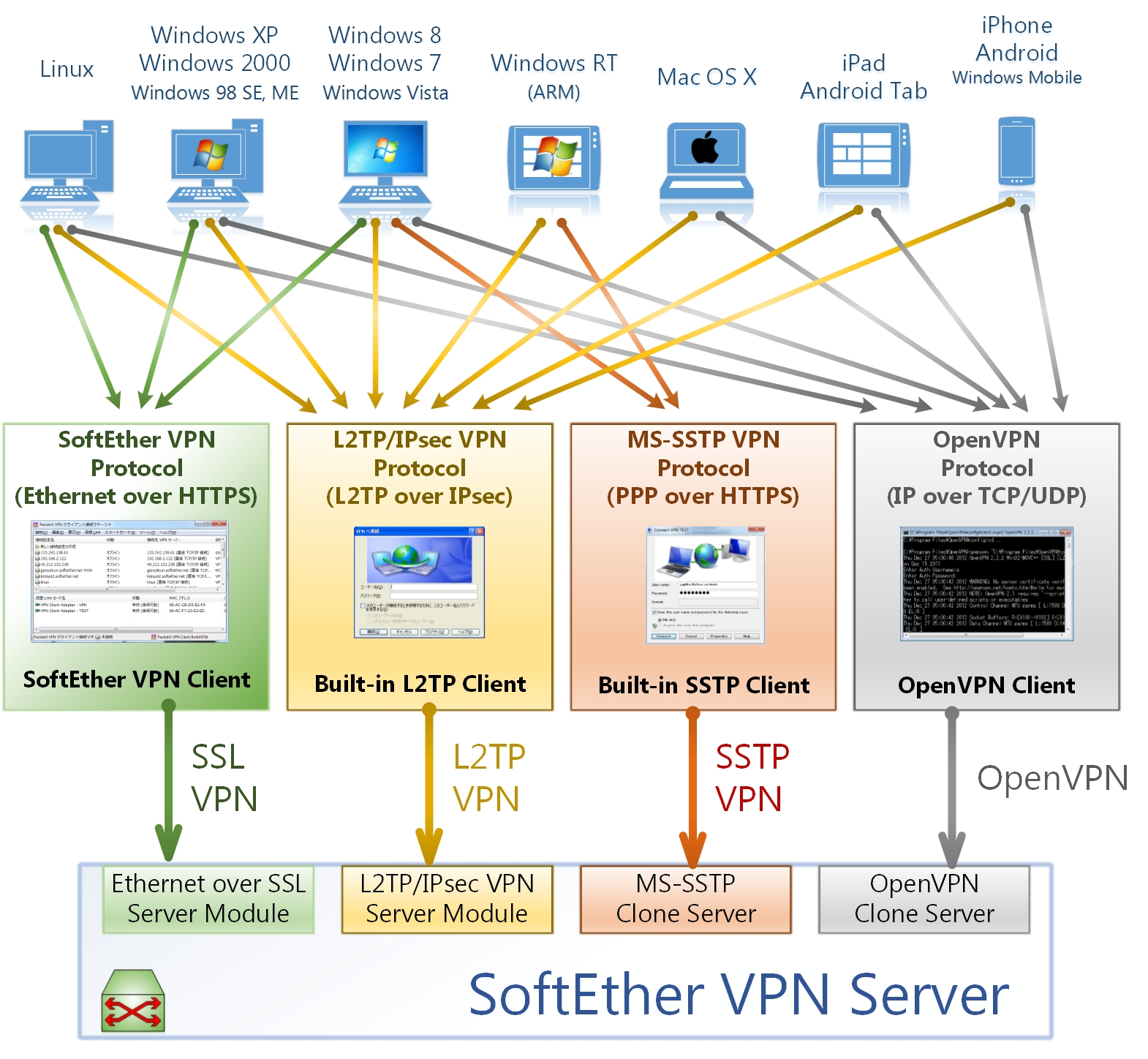
معماری سرور سافت‌اتر وی‌پی‌ان

## قابلیت همکاری
سافت‌اتر وی‌پی‌ان سرور و وی‌پی‌ان پل روی سیستم عامل‌های ویندوز، لینوکس، مک‌اواس تا مک‌اواس ۱۰٫۸، فری‌بی‌اس‌دی و سولاریس اجرا می‌شوند. سافت‌اتر وی‌پی‌ان کلاینت روی ویندوز، لینوکس و مک‌اواس اجرا می‌شود.
سرور وی‌پی‌ان سافت‌اتر پروتکل سافت‌اتر وی‌پی‌ان را ارائه می‌دهد، اما همچنین اوپن وی‌پی‌ان، پروتکل تونل سازی سوکت امن مایکروسافت (اس‌اس‌تی‌پی)، SSL VPN را نیز سرویس می‌کند.، EtherIP , L2TPv3 و IPsec است. این دستگاه از طریق L2TP / IPsec به دستگاه‌های تلفن همراه با آی‌اواس، اندروید و ویندوز فون سرویس می‌دهد.
از سرویس گیرنده‌های وی‌پی‌ان و نقاط پایانی پشتیبانی کننده سایر پروتکل‌های وی‌پی‌ان نیز ممکن است استفاده شود. این شامل بسیاری از روترهای سیسکو، جونیپر، لینک سیس (با DD-WRT)، ایسوس و دیگران است.

## سرور وی‌پی‌ان
سافت‌اتر وی‌پی‌ان سرور عملکرد سرور وی‌پی‌ان را پیاده‌سازی می‌کند. این ارتباطات را از طریق وی‌پی‌ان کلاینت یا وی‌پی‌ان پل با چندین پروتکل وی‌پی‌ان گوش می‌دهد و می‌پذیرد.
یک سرور وی‌پی‌ان می‌تواند چندین سوییچ مرکز مجازی و مرکز مجازی-۳ داشته باشد. مرکز مجازی دارای عملکردهای تغییر لایه بسته اترنت با لایه کامل ۲ است مانند سوئیچ اترنت فیزیکی. علاوه بر این، می‌توان توپی مجازی را برای تعریف ورودی‌های فیلتر بسته آی پی برای فیلتر کردن بسته‌ها از طریق توپی مجازی پیکربندی کرد. یک سوئیچ مرکز مجازی-۳ مانند روترهای فیزیکی دارای توابع مسیریابی ثابت آی پی-۳ است.
یک سرور وی‌پی‌ان می‌تواند پل‌های محلی داشته باشد. یک پل محلی پارچه تغییر لایه لایه ۲ بین یک آداپتور شبکه اترنت فیزیکی و یک توپی مجازی است. سرپرست پل محلی را بین مرکز مجازی و شبکه سازمانی موجود برای ساخت یک سرور وی‌پی‌ان با دسترسی از راه دور یا یک سرور وی‌پی‌ان از یک سایت به سایت دیگر تعریف می‌کند.

## کلاینت وی‌پی‌ان
سافت‌اتر وی‌پی‌ان کلاینت یک برنامه سرویس گیرنده وی‌پی‌ان است که عملکرد مجازی آداپتور شبکه اترنت را دارد. رایانه ای با سافت‌اتر وی‌پی‌ان کلاینت نصب شده می‌تواند اتصال وی‌پی‌ان به سرور وی‌پی‌ان برقرار کند. از آنجا که سرور وی‌پی‌ان از چندین پروتکل وی‌پی‌ان مانند L2TP / IPsec یا MS-SSTP وی‌پی‌ان پشتیبانی می‌کند، کاربران وی‌پی‌ان نیازی به نصب سافت‌اتر وی‌پی‌ان کلاینت بر روی رایانه‌های مشتری ندارند. هنگامی که یک کاربر از L2TP / IPsec یا MS-SSTP وی‌پی‌ان برای اتصال به سرور وی‌پی‌ان استفاده می‌کند، می‌توان از برنامه‌های داخلی وی‌پی‌ان داخلی سیستم عامل برای ایجاد وی‌پی‌ان به سرور وی‌پی‌ان استفاده کرد. با این حال، سافت‌اتر وی‌پی‌ان کلاینت نسبت به سرویس گیرنده‌های وی‌پی‌ان داخلی سیستم عامل عملکردهای پیشرفته تری دارد (به عنوان مثال تنظیمات ارتباطی وی‌پی‌ان با جزئیات بیشتر). برای استفاده از عملکرد کامل سافت‌اتر وی‌پی‌ان کلاینت، توصیه می‌شود سافت‌اتر وی‌پی‌ان کلاینت را روی هر رایانه مشتری نصب کنید.

## پل وی‌پی‌ان
سافت‌اتر وی‌پی‌ان پل یک برنامه وی‌پی‌ان برای ساخت وی‌پی‌ان سایت به سایت است. برای ساخت یک شبکه وی‌پی‌ان از یک سایت به سایت دیگر، مدیر سیستم باید سافت‌اتر وی‌پی‌ان سرور را روی سایت مرکزی نصب کند و سافت‌اتر وی‌پی‌ان پل را روی یک یا چند سایت از راه دور نصب کند. یک وی‌پی‌ان پل با اتصال آبشار به سرور وی‌پی‌ان مرکزی متصل می‌شود. اتصال آبشار شبیه به یک اتصال آپ لینک (اتصال کابل متقابل) بین دو سوئیچ اترنت فیزیکی است، اما مجازی سازی است.

## مدیر سرور وی‌پی‌ان برای ویندوز
ابزار GUI ابزاری اداری برای سافت‌اتر وی‌پی‌ان سرور و سافت‌اتر وی‌پی‌ان پل است. این برنامه ای است که با ویندوز و لینوکس با واین اجرا می‌شود. یک مدیر سیستم ابزار GUI را روی رایانه شخصی لپ تاپ خود نصب می‌کند و باعث می‌شود تا آن را برای مدیریت به سرور وی‌پی‌ان از راه دور یا وی‌پی‌ان پل متصل کنید. اتصال توسط جلسه SSL انجام می‌شود و دستورات مدیریت به صورت RPC از طریق SSL منتقل می‌شوند.

## ابزار مدیر خط فرمان
vpncmd ابزار اداری CUI برای سافت‌اتر وی‌پی‌ان سرور، کلاینت و پل است. این برنامه ای است که روی کنسول‌های هر سیستم عامل پشتیبانی شده قابل اجرا است. هنگامی که کاربر قادر به استفاده از ویندوز یا لینوکس با واین نیست، کاربر می‌تواند از vpncmd برای مدیریت برنامه‌های وی‌پی‌ان استفاده کند. vpncmd همچنین برای اجرای یک کار دسته ای مانند ایجاد بسیاری از کاربران در مرکز مجازی یا ایجاد بسیاری از مراکز مجازی در سرور وی‌پی‌ان مفید است.

## معماری
بعضی از قسمتهای معماری سافت‌اتر وی‌پی‌ان با سیستمهای وی‌پی‌ان مبتنی بر IPsec سنتی متفاوت است.

### مرکز مجازی

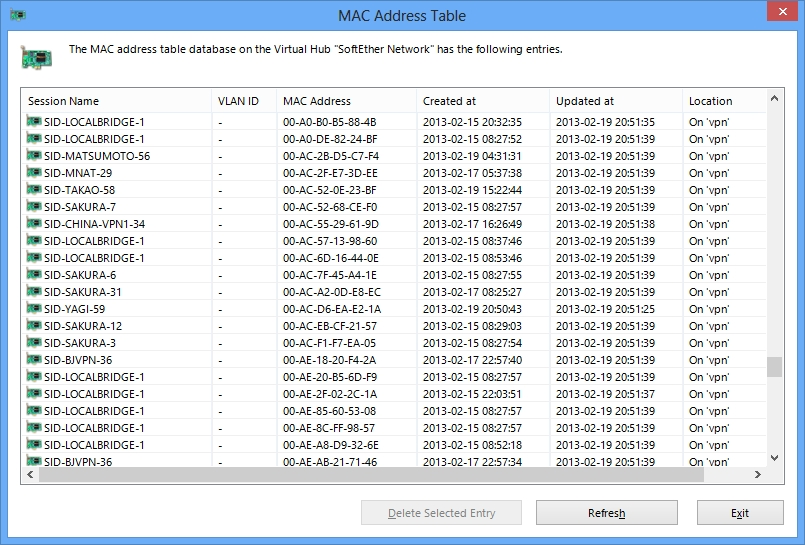
پایگاه داده حمل و نقل (FDB) یک مرکز توپی مجازی

مرکز مجازی سوییچ مجازی اترنت است که از طریق نرم‌افزار تقلید می‌شود. این جدول یادداشت و پایگاه داده حمل و نقل خود را در داخل می‌آموزد و حفظ می‌کند. در حالی که سوئیچ‌های اترنت فیزیکی سنتی این عملکرد را از طریق سخت‌افزار پیاده‌سازی می‌کنند، سافت‌اتر وی‌پی‌ان همان عملکرد را توسط نرم‌افزار پیاده‌سازی می‌کند. یک سرور وی‌پی‌ان می‌تواند چندین مرکز مجازی داشته باشد. هر مرکز مجازی جدا شده‌است. مرکز مجازی برای تحقق ارتباط بین مشتریهای وی‌پی‌ان و پل‌های وی‌پی‌ان، سوئیچینگ بسته را بین جلسات وی‌پی‌ان متصل همزمان انجام می‌دهد.
هنگامی که چندین مرکز مجازی در یک نمونه از سرورهای وی‌پی‌ان وجود دارد، این مراکز مجازی برای امنیت جدا می‌شوند. هر مدیر مختلف می‌تواند امتیاز اختصاص یافته برای هر خبرنگار مجازی مرکز را داشته باشد. یک سرپرست برای یک مرکز توپی مجازی می‌تواند اشیا AC کاربر و ACLها را تعریف کند، فقط توپی مجازی مجاز را محدود می‌کند.

### آداپتور شبکه مجازی
آداپتور شبکه مجازی، آداپتور مجازی اترنت مجازی است که با نرم‌افزار تقلید می‌کند. یک سرویس گیرنده وی‌پی‌ان می‌تواند چندین آداپتور شبکه مجازی در رایانه مشتری ایجاد کند. یک کاربر وی‌پی‌ان می‌تواند یک جلسه وی‌پی‌ان بین آداپتور شبکه مجازی و مرکز مجازی مقصد سرور وی‌پی‌ان از راه دور برقرار کند. در حالی که جلسه وی‌پی‌ان برقرار است، کاربر وی‌پی‌ان می‌تواند از طریق آداپتور شبکه مجازی با شبکه وی‌پی‌ان از راه دور ارتباط برقرار کند. از آنجا که آداپتور شبکه مجازی به گونه ای کار می‌کند که گویی فیزیکی است، از هرگونه برنامه یا اجزای سیستم عامل می‌توان بدون هیچ گونه تغییری استفاده کرد.

### سوییچ لایه مجازی -۳
سوییچ لایه مجازی -۳ روتر آی پی مجازی است که با نرم‌افزار شبیه‌سازی شده‌است. چندین سوئیچ لایه مجازی -۳ را می‌توان در یک نمونه سرور وی‌پی‌ان ایجاد کرد. یک سوئیچ لایه مجازی -۳ دارای رابط‌های آی پی مجازی است که به توپی‌های مجازی متصل هستند. همچنین چندین ورودی جدول مسیریابی استاتیک دارد.
سوئیچ لایه مجازی -۳ برای ساخت یک شبکه وی‌پی‌ان از سایت به سایت در مقیاس بزرگ مفید است. اگرچه راه آسان ساخت شبکه وی‌پی‌ان سایت به سایت ساخت وی‌پی‌ان مبتنی بر پل لایه ۲ است، اما اگر تعداد رایانه‌ها زیاد باشد تعداد بسته‌های پخش برای بارگذاری پیوندهای بین سایت افزایش می‌یابد. برای جلوگیری از این مشکل مقیاس گذاری، سرپرست وی‌پی‌ان شبکه‌های آی پی را توسط سوئیچ لایه مجازی -۳ جدا می‌کند.

### اتصال آبشار بین هاب‌های مجازی
سرپرست می‌تواند یک اتصال آبشار بین مراکز محلی یا از راه دور تعریف کند. پس از ایجاد اتصال آبشار، دو بخش اترنت که در ابتدا جدا شده‌اند، به یک بخش اترنت واحد ترکیب می‌شوند؛ بنابراین، از عملکرد اتصال آبشار برای ساخت پل اترنت لایه به سایت ۲ به سایت استفاده می‌شود.

### پل محلی بین هاب‌های مجازی و بخش اترنت فیزیکی
از آنجا که هاب‌های مجازی و آداپتورهای شبکه مجازی فقط دستگاه‌های اترنت مجازی شبیه‌ساز نرم‌افزار هستند، بسته‌های اترنت از طریق این دستگاه‌های مجازی نمی‌توانند با دستگاه‌های اترنت فیزیکی ارتباط برقرار کنند؛ بنابراین، ایجاد پل ارتباطی مجازی و فیزیکی برای ساخت وی‌پی‌ان با دسترسی از راه دور یا وی‌پی‌ان از یک سایت به سایت دیگر ضروری است. برای ایجاد یک پل، عملکرد پل محلی بسته‌های اترنت را بین یک مرکز مجازی و یک آداپتور شبکه اترنت فیزیکی مبادله می‌کند تا هر دو بخش اترنت جدا شده را در یک بخش اترنت واحد ترکیب کند.
پس از تعریف پل محلی در سافت‌اتر وی‌پی‌ان سرور، هر مشتری وی‌پی‌ان می‌تواند به سرور وی‌پی‌ان متصل شود و از طریق پل محلی با تمام دستگاه‌های اترنت موجود (به عنوان مثال سرورها یا تجهیزات شبکه) ارتباط برقرار کند. به این وی‌پی‌ان دسترسی از راه دور می‌گویند.
اگر مدیر شبکه وی‌پی‌ان پل از راه دور سایت را تنظیم کند و دو پل محلی را در هر دو سرور وی‌پی‌ان و وی‌پی‌ان پل تعریف کند و یک اتصال آبشار بین وی‌پی‌ان سرور و وی‌پی‌ان پل را تعریف کند، دو بخش از راه دور اترنت مستقیماً به صورت لایه ای متصل می‌شوند- ۲ سطح اترنت. به این وی‌پی‌ان سایت به سایت گفته می‌شود.

### فایروال، پروکسی و شفافیت NAT

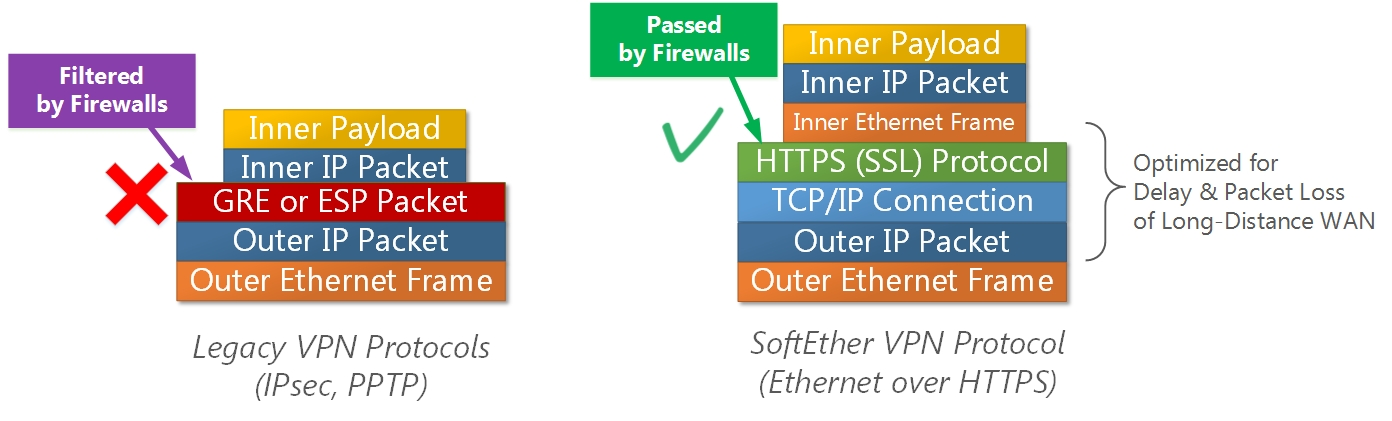
فایروال، پروکسی و شفافیت NAT

یکی از ویژگی‌های اصلی سافت‌اتر وی‌پی‌ان شفافیت برای فایروال‌ها، سرورهای پروکسی و NATها است (مترجمان آدرس شبکه). برای انجام این کار، سافت‌اتر وی‌پی‌ان از SSL-VPN و پیمایش NAT پشتیبانی می‌کند. سافت‌اتر وی‌پی‌ان برای ایجاد یک تونل وی‌پی‌ان از پروتکل HTTPS استفاده می‌کند. پروتکل HTTPS (HTTP از طریق SSL) از پورت TCP / IP 443 استفاده می‌کند (ممکن است متفاوت باشد) به عنوان مقصد.

### مکانیسم انتقال موازی چند تونل SSL-VPN
هنگامی که کاربر پروتکل SSL-VPN را بین وی‌پی‌ان کلاینت و وی‌پی‌ان سرور انتخاب می‌کند، سافت‌اتر وی‌پی‌ان سرور و وی‌پی‌ان کلاینت از یک مکانیزم انتقال موازی برای بهبود عملکرد تونل SSL-VPN استفاده می‌کنند. کاربر می‌تواند تعداد کانال‌های انتقال موازی همزمان را از ۱ تا ۳۲ تنظیم کند. در یک محیط مانند یک شبکه کند و با تأخیر، این تنظیم عملکرد باعث می‌شود که سرعت بیشتری داشته باشید. وقتی این عملکرد فعال باشد، جلسه منطقی وی‌پی‌ان از چندین اتصال TCP (HTTPS) تشکیل خواهد شد. همه بسته‌ها با محاسبات ماژول‌های بهینه‌سازی به یکی از اتصالات TCP مناسب اضافه می‌شوند. اگر برخی از تلفات بسته در اتصال TCP از جلسه منطقی وی‌پی‌ان شناسایی شده باشد، بسته جدید از اتصال وی‌پی‌ان سالم دیگری استفاده می‌کند. این بهینه‌سازی سریع سوئیچینگ برای تعیین اتصال TCP پردازشی، توان عملیاتی بالا را امکان‌پذیر می‌کند.

### پیمایش NAT
سیستم‌های وی‌پی‌ان سنتی از کاربر می‌خواهند تا از مدیر فایروال شرکت بخواهد یک نقطه پایانی (پورت TCP یا UDP) در فایروال یا NAT در مرز بین شرکت و اینترنت باز کند. به منظور کاهش ضرورت بازکردن یک نقطه پایانی در فایروال، سافت‌اتر وی‌پی‌ان سرور دارای عملکرد پیمایش NAT است. پیمایش NAT به‌طور پیش فرض فعال است. تا زمانی که فعال باشد، رایانه‌های سافت‌اتر وی‌پی‌ان کلاینت می‌توانند در پشت دیوار آتش یا NAT به سرور وی‌پی‌ان شما متصل شوند. تنظیمات خاصی روی فایروال یا NAT لازم نیست.

### وی‌پی‌ان از طریق ICMP و وی‌پی‌ان از طریق DNS
چند شبکه بسیار محدود فقط اجازه عبور بسته‌های ICMP یا DNS را دارند. در چنین شبکه ای، TCP یا UDP فیلتر می‌شوند. فقط ICMP و DNS مجاز هستند. برای ایجاد امکان ایجاد یک جلسه سرویس دهنده-سرور وی‌پی‌ان سافت‌اتر از طریق چنین شبکه ای بسیار محدود، سافت‌اتر وی‌پی‌ان دارای عملکرد "وی‌پی‌ان از طریق ICMP" و "وی‌پی‌ان از طریق DNS" است.
این عملکرد برای نفوذ به چنین فایروال محدود شده بسیار قدرتمند است. همه بسته‌های وی‌پی‌ان در بسته‌های ICMP یا DNS کپسوله می‌شوند تا از طریق فایروال منتقل شوند. نقطه انتهایی سمت گیرنده بسته داخلی را از بسته کپسول شده استخراج می‌کند. این برای بهره‌برداری از Wi-Fi عمومی مفید است. برخی از وای فای‌های عمومی فقط می‌توانند بسته‌های ICMP یا DNS را منتقل کنند. آنها بسته‌های TCP یا UDP را فیلتر می‌کنند. اگر پیش از رفتن به بیرون از منزل، یک وی‌پی‌ان سرور روی خانه یا محل کار خود نصب کرده باشید، می‌توانید با استفاده از چنین شبکه محدودی از ارتباطات شبکه بدون پروتکل لذت ببرید.

### وی‌پی‌ان گیت
وی‌پی‌ان گیت یک افزونه برای سافت‌اتر وی‌پی‌ان است که به کاربران امکان می‌دهد به سرورهای وی‌پی‌ان رایگان متصل شوند، توسط داوطلبانی که از سافت‌اتر برای میزبانی سرورهای وی‌پی‌ان خود استفاده می‌کنند، اجرا می‌شود. داوطلبان از رایانه‌های شخصی به عنوان «سرور» استفاده می‌کنند. وی‌پی‌ان گیت توسط دانشگاه تسوکوبا حمایت مالی می‌شود.